# Chris Vrenna

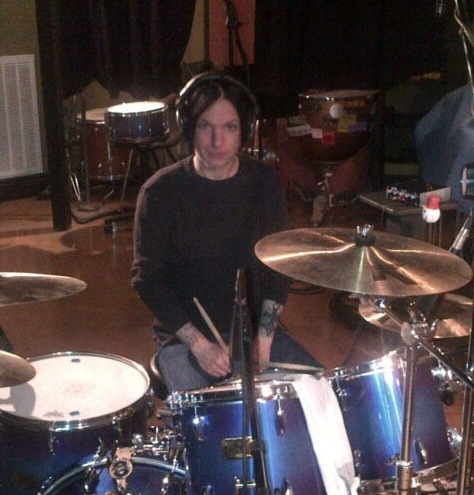
Chris Vrenna, 2013

Chris Vrenna (* 23. Februar 1967 in Erie, Pennsylvania) ist ein US-amerikanischer Musikproduzent, Schlagzeuger und Toningenieur. Er war u. a. Mitglied der Industrial-Rock-Band Nine Inch Nails und veröffentlicht seine Werke als Solist unter dem Namen Tweaker. Er spielte Schlagzeug und Keyboard bei Marilyn Manson.

## Werdegang
Chris Vrenna wuchs in der Kleinstadt Erie in Pennsylvania auf und spielt bereits seit seinem sechsten Lebensjahr Schlagzeug. Er besuchte die Highschool in Cleveland, Ohio, und spielte dort 1986 mit seinem Mitbewohner Trent Reznor in der Band Exotic Birds. In den späten 80er Jahren kam er nach Chicago und kam mit der dortigen Post-Industrial-Szene in Kontakt und spielte u. a. in Bands wie Die Warzau, KMFDM und Stabbing Westward. Er arbeitete 1989 nach der Veröffentlichung von Pretty Hate Machine von Nine Inch Nails als Live-Schlagzeuger der Band wieder mit Trent Reznor zusammen. Diese Zusammenarbeit dauerte bis 1996 an; in dieser Zeit wirkte er als Schlagzeuger und Programmierer auch an den Studioaufnahmen Broken und The Downward Spiral mit. In dem Musikvideo zu The Perfect Drug ist er kurz zu sehen, ebenso auf der Videosammlung Closure.
1996 stieg er bei Nine Inch Nails aus, um sich auf seine Solokarriere zu konzentrieren. Unter dem Namen Tweaker hat er bisher zwei Soloalben veröffentlicht. Darüber hinaus hat sich Vrenna als Musikproduzent und Remixer einen Namen gemacht. Er arbeitete in diesen Funktionen für u. a. U2, Weezer, P.O.D., David Bowie, Hole, Rob Zombie, Green Day und den Wallflowers. 1997 arbeitete er als Programmierer für die Smashing Pumpkins und erhielt zusammen mit ihnen für seine Arbeit an dem Lied The End Is the Beginning Is the End den Grammy für den besten Hard-Rock-Act. Während dieser Zeit wurde er auch von Axl Rose eingeladen, Mitglied von Guns N’ Roses zu werden; er entschied sich jedoch gegen eine Mitarbeit bei dieser Band.
Neben seiner Arbeit als Produzent und Remixer ist er auch als Komponist tätig. Er erstellte für viele populäre Computerspiele wie Doom 3, Quake 4, Enter the Matrix, American McGee’s Alice, Tabula Rasa, Sonic the Hedgehog und Need for Speed: Most Wanted den Soundtrack. Im Jahre 2004 war er wieder als Schlagzeuger auf den Tourneen von Marilyn Manson und Skinny Puppy tätig. Im 2017 hat er für Bethesda Softworks für das Computerspiel Quake Champions einen Soundtrack erstellt.

## Tweaker Diskografie
- 2001: The Attraction To All Things Uncertain
- 2004: 2 a.m. Wakeup Call